# Sint-Amelbergakerk (Bossuit)

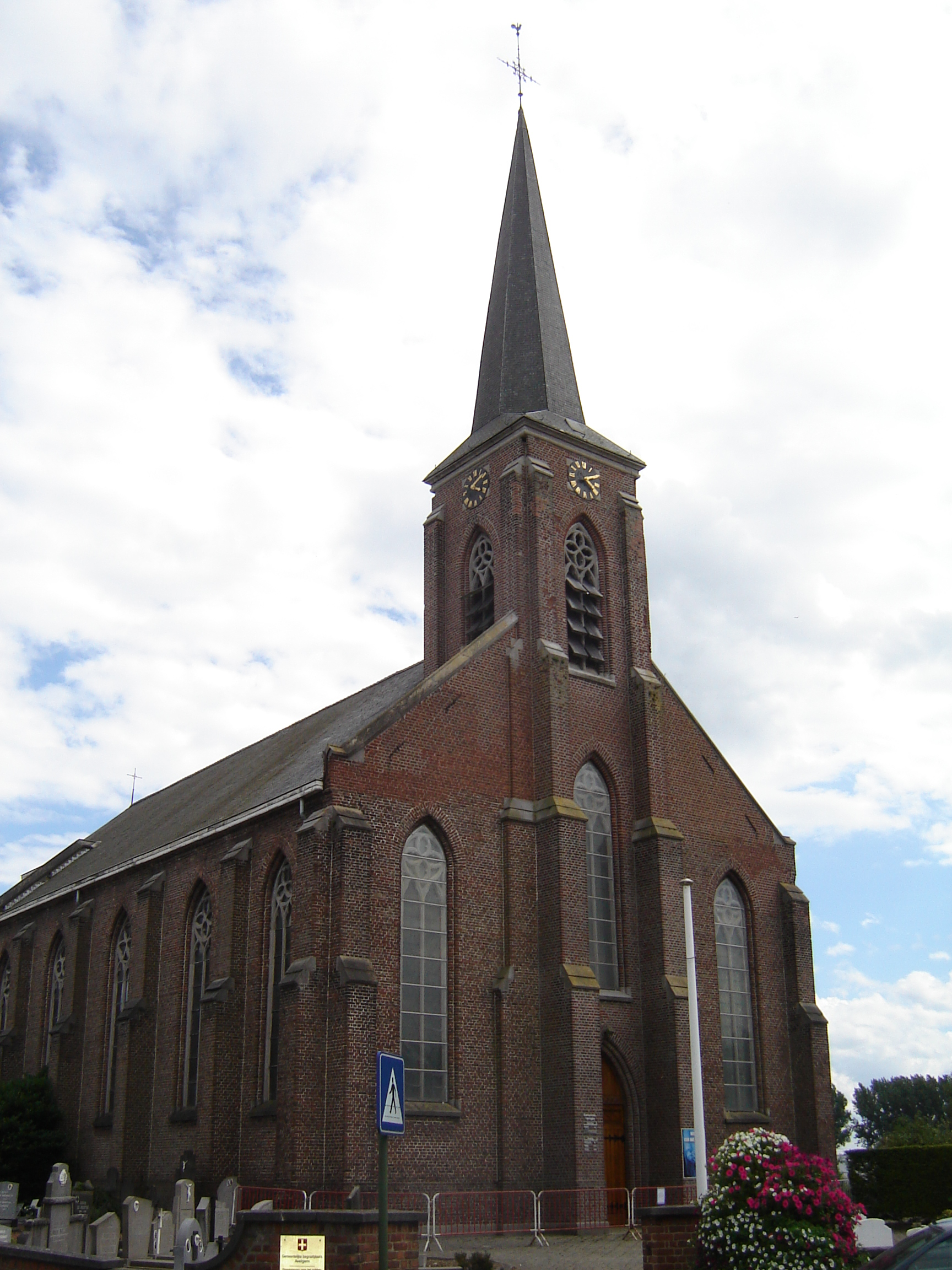
Sint-Amelbergakerk, voor 2007

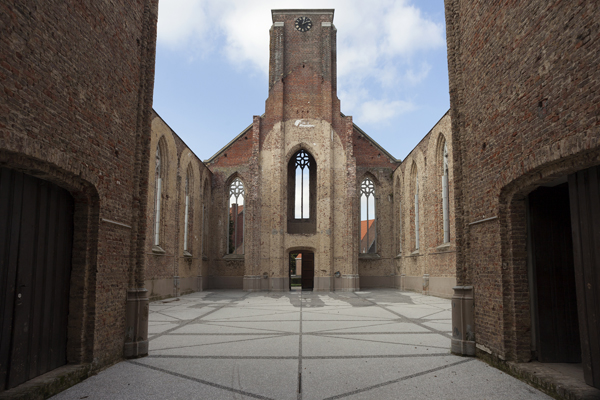
Sint-Amelbergakerk, kunstkerk

De Sint-Amelbergakerk is de voormalige parochiekerk van de tot de West-Vlaamse gemeente Avelgem behorende plaats Bossuit, gelegen aan de Doorniksesteenweg.

## Geschiedenis
Van oorsprong stond hier een 11e eeuwse romaanse kerk, waaraan in de loop der eeuwen vele verbouwingen werden uitgevoerd. In 1857 werd de kerk vervangen door een neogotisch kerkgebouw naar ontwerp van Pierre Nicolas Croquison. In 1918 werd de kerk gedeeltelijk vernield en hersteld in 1924.
In 2007 werd de kerk onttrokken aan de eredienst. Omdat de kerk te midden van een kerkhof lag, kwamen vele herbestemmingen niet meer in aanmerking. Daarbij was het betreden van de kerk onveilig geworden. In 2008 dreigde zelfs sloop. Als oplossing zou de kerk tot een beeldbepalend kunstwerk worden, en Ellen Harvey kwam daarvoor in aanmerking. De kerk werd gestript tot slechts de buitenmuren overeind bleven. De toren bleef behouden, zij het zonder spits. De kerkruimte werd aldus omgevormd tot een publieke ruimte.

## Gebouw
Het betrof een driebeukige bakstenen kerk met ingebouwde toren en een neogotisch interieur.